# Zweden op het Eurovisiesongfestival 1992
Melodifestivalen 1992 was de eenendertigste editie van de liedjeswedstrijd die de Zweedse deelnemer voor het Eurovisiesongfestival oplevert. De winnaar werd bepaald door de regionale jury's. Er keken 5.376.000 mensen op televisie naar deze editie.

## Uitslag
| Nr. | Artiest                  | Liedje                     | Producers van het liedje                       | Punten | Plaats |
| --- | ------------------------ | -------------------------- | ---------------------------------------------- | ------ | ------ |
| 1   | Angel                    | Venus Butterfly            | Bert Karlsson, Lennart Clerwall                | -      | -      |
| 2   | Thérèse Löf              | Ingenting går som man vill | Peter Grönvall, Nanne Nordqvist                | -      | -      |
| 3   | Christer Björkman        | I morgon är en annan dag   | Niklas Strömstedt                              | 64     | 1e     |
| 4   | Anna Nederdal            | Ingen annan än du          | John Ekedahl, Tommy Kaså                       | -      | -      |
| 5   | Lizette Pålsson & Bizazz | Som om himlen brann        | Jane Larsson, Leif Larsson                     | 59     | 2e     |
| 6   | Shanes                   | Upp, flyger vi, upp        | Björn Ander Andersson                          | -      | -      |
| 7   | Py Bäckman               | Långt härifrån             | Py Bäckman, Anders Olausson                    | 33     | 5e     |
| 8   | Maria Rådsten            | Vad som än händer          | Ulf Söderberg, Peter Grönvall, Nanne Nordqvist | 41     | 3e     |
| 9   | Kikki Danielsson         | En enda gång               | Hans Skoog, Martin Klaman                      | 34     | 4e     |
| 10  | Lena Pålsson & Wizex     | Jag kan se en ängel        | Kaj Svenling, Johnny Thunqvist                 | -      | -      |

## Jurering
| Liedje                   | Luleå | Umeå) | Sundsvall | Falun | Örebro | Karlstad | Göteborg | Malmö | Växjö | Norrköping | Stockholm | Totaal |
| ------------------------ | ----- | ----- | --------- | ----- | ------ | -------- | -------- | ----- | ----- | ---------- | --------- | ------ |
| I morgon är en annan dag | 4     | 4     | 4         | 6     | 6      | 6        | 8        | 6     | 8     | 6          | 6         | 64     |
| Som om himlen brann      | 1     | 8     | 8         | 2     | 8      | 4        | 4        | 8     | 4     | 4          | 8         | 59     |
| Långt härifrån           | 2     | 1     | 1         | 4     | 1      | 1        | 6        | 2     | 6     | 8          | 1         | 33     |
| Vad som än händer        | 6     | 6     | 2         | 1     | 4      | 8        | 2        | 4     | 2     | 2          | 4         | 41     |
| En enda gång             | 8     | 2     | 6         | 8     | 2      | 2        | 1        | 1     | 1     | 1          | 2         | 34     |

## In Malmö
In hun thuisland moest Zweden optreden als 7de, voor Portugal en na Frankrijk . Aan het einde van de puntentelling was Zweden 22ste geworden met een totaal van 9 punten.
Men ontving van België Nederland geen punten.

### Gekregen punten

#### Finale
| 12 punten | 10 punten                  | 8 punten | 7 punten | 6 punten    |
| --------- | -------------------------- | -------- | -------- | ----------- |
|           |                            |          |          |             |
| 5 punten  | 4 punten                   | 3 punten | 2 punten | 1 punt      |
|           | - Denemarken - Joegoslavië |          |          | - Frankrijk |

### Punten gegeven door Zweden

#### Finale
Punten gegeven in de finale:
| 12 punten | Malta               |
| 10 punten | Ierland             |
| 8 punten  | Italië              |
| 7 punten  | Denemarken          |
| 6 punten  | IJsland             |
| 5 punten  | Verenigd Koninkrijk |
| 4 punten  | Israël              |
| 3 punten  | Griekenland         |
| 2 punten  | Noorwegen           |
| 1 punt    | Oostenrijk          |